# Arnold Allen
Arnold Allen, född 17 januari 1994 i Trimley St. Martin, är en engelsk MMA-utövare som sedan 2015 tävlar i organisationen Ultimate Fighting Championship.